# Margarita Londoño Vélez
María Margarita Londoño Vélez (Bogotá, 23 de noviembre de 1951-Santander de Quilichao, 18 de noviembre de 2021) fue una escritora colombiana, autora de cuentos, novelas, poesía y columnas de opinión.

## Familia y vida personal
Hija de Esther Vélez y Olmedo Londoño, una pareja paisa. La escritora fue la séptima de ocho hermanos; seis mujeres y dos hombres. Todos se criaron entre el campo y la ciudad.
En 1991 tuvo que enfrentar dos grandes pérdidas. Su primer esposo, Pedro Supelano, y su hijo Pablo (de apenas 10 años), fallecieron en un accidente automovilístico. De ese matrimonio, sobrevivió su hija, Gabriela Supelano Londoño.
La relación cercana con su hijo Pablo y su gusto por contarle historias antes de ir a dormir fueron la fuente de inspiración para uno de sus libros más importantes: Tortuguita se perdió (1997). A su hija también le contaba y le leía historias. Ella, quien años después estudió literatura en la Universidad de Los Andes en Bogotá, ha sido y sigue siendo la primera lectora de sus trabajos.

## Formación académica
Comunicadora social de la Universidad del Valle en Cali, Colombia. En Boston, Estados Unidos, se especializó en Administración de las comunicaciones y posteriormente obtuvo una maestría en periodismo de la Universidad de São Paulo. Precisamente, en ese marco académico escribió Las hojas del diario: un estudio de géneros periodísticos y cambios en Folha de São Paulo (1985), su tesis laureada.

## Otras actividades
Margarita Londoño transitó por la docencia, el periodismo y la política, pero sus verdaderas pasiones siempre fueron la escritura, la caricatura y el contacto con la naturaleza. Se consideró a sí misma feminista, ambientalista y defensora de los derechos de los animales. Fue directora del Departamento de Gestión Ambiental de la ciudad de Cali -Dagma-, aspirante en dos ocasiones a la Alcaldía de Cali y senadora de la República entre 1998 y 2002.
Fue docente por más de diez años en la Universidad del Valle, donde fue directora del programa Comunicación Social. Asimismo, dirigió Lunes de por medio, el primer periódico de la Universidad del Valle y colaboró con la creación del canal regional de televisión Telepacífico. Fue directora de medios de comunicación y columnista de varios periódicos como El Espectador, El Tiempo, El País y Occidente. También fue consultora en comunicación social, en áreas relacionadas con no violencia y comunicación para el cambio. De manera más reciente, publicó artículos en el portal Las2Orillas.co
Tenía un blog de caricaturas en el portal del periódico El Espectador, pero su condición de salud (padecía de esclerosis lateral amiotrófica, ELA), no le permitió continuar con este trabajo.

## Fallecimiento
El 18 de noviembre de 2021, y como consecuencia de las complicaciones derivadas de su enfermedad, Margarita Londoño murió en Santander de Quilichao, municipio caucano en donde residía.

## Sobre su obra literaria
Amante de la fábula, gran parte de sus publicaciones giran alrededor de las relaciones entre personajes animales. La escritora siempre quiso publicar una compilación de fábulas de nombre Los mundos imposibles, pero nunca se materializó. Algunas de esas fábulas que deseaba recopilar se concretaron en libros individuales a través de los años. A pesar de la idea moralizadora en la fábula, Margarita Londoño plantea sus historias de modo que sus lectores niños y niñas puedan cuestionar y discutir esa moraleja. 
Textos como El pirata Pat Trax (2019) son muestra del gusto de la autora por la poesía y más exactamente por la rima. Para la escritora, los juegos con el lenguaje son un espacio enriquecedor para la infancia y la juventud. En libros como Rescate en internet (2014) se juega con la forma en la que las nuevas generaciones transforman el lenguaje para comunicarse por medio de un chat.
La escritora tuvo claro que su objetivo al crear literatura infantil era acercar a los niños y niñas a su propia realidad por medio de una literatura que fuese colombiana y no colombianista.
Su obra abarca temas diversos, pues no censuró temas a la hora de escribir para niños, niñas y jóvenes. Sus textos tratan realidades como la pobreza y la infancia, la búsqueda de la identidad, el acoso por medio de redes sociales, la soledad que pueden llegar a sentir los hijos únicos, entre otros. 
Publicó dos novelas para adultos: Esas ganas locas de matarlo (2010) y El día que llegó la ópera a Rosas (2018). Su carrera política la llevó a tener contacto con la vida y las historias de muchas mujeres encarceladas. Ese contacto fue esencial para la escritura de su primera novela. Para la segunda, que está ambientada en la construcción de la vía Popayán-Pasto a cargo del ingeniero Enrique Uribe White, tuvo que hacer una investigación exhaustiva de lo que ocurría en la época; además, incluyó información que le dieron personas cercanas al ingeniero, personaje principal en la novela.

## Obra publicada
| Año  | Título                                    | Datos editoriales                                                    | Ilustrador                      |
| ---- | ----------------------------------------- | -------------------------------------------------------------------- | ------------------------------- |
| 2021 | Los cien pies de Lalo                     | Editorial Libros & Libros                                            | Humberto Ruíz                   |
| 2020 | Mamá Ligia y traspatuda                   | Grupo Editorial Norma, Colección Torre de Papel Roja                 | Santiago Guevara                |
| 2019 | El pirata Pat Trax                        | Editorial Castel, Colección Bambú Lector (Barcelona, España)         | Gustavo Ariel Rosemffet (Gusti) |
| 2018 | El día que llegó la ópera a Rosas         | Enlace Editorial                                                     | -                               |
| 2018 | Reedición de: Esas ganas locas de matarlo | Enlace Editorial                                                     | -                               |
| 2018 | La liga Anti Pop                          | Enlace Editorial                                                     | -                               |
| 2018 | Nicolás, la rata y el ratón               | Grupo Editorial Norma, Colección Oso de Anteojos                     | Elizabeth Builes                |
| 2016 | El pajarito soplón                        | Enlace Editorial                                                     | Rocío Parra                     |
| 2015 | ¡Qué camello y qué joroba!                | Enlace Editorial                                                     | Jorge Ávila                     |
| 2015 | Camila, la vaca loca                      | Enlace Editorial                                                     | Enrique Martínez                |
| 2015 | La magia del amor                         | Enlace Editorial                                                     | -                               |
| 2014 | Rescate en Internet                       | Enlace Editorial                                                     | -                               |
| 2012 | Ernesto, el elefante grandulón            | Editorial Libros & Libros                                            | -                               |
| 2012 | Los duendes de las horas                  | Grupo Editorial Norma, Colección Torre de Papel Roja                 | Anita Magaldi                   |
| 2011 | Cata, la lombriz Bla, Bla, Bla            | Fundación Carvajal (distribuida en los Hogares Comunitarios de Cali) | -                               |
| 2010 | Esas ganas locas de matarlo               | Editorial Ícono                                                      | -                               |
| 2007 | El viaje.com                              | Grupo Editorial Norma, Colección Torre de Papel Azul                 | Rafael Yockteng                 |
| 2005 | Los goles de Juancho                      | Grupo Editorial Norma, Colección Torre de Papel Azul                 | Omar Andrés Penagos             |
| 2000 | ¿Por qué los chinos no se caen?           | Grupo Editorial Norma, Colección Oso de Anteojos                     | Juliana Cuervo                  |
| 1997 | Tortuguita se perdió                      | Grupo Editorial Norma, Colección Torre de Papel Roja                 | Angie Alape                     |